# Phalanta
Phalanta là một chi bướm trong họ Nymphalidae.

## Các loài
- Phalanta alcippe (Stoll, [1782])
- Phalanta eurytis (Doubleday, [1847])
- Phalanta phalantha (Drury, [1773])
- Phalanta madagascariensis (Mabille, 1887)
- Phalanta philiberti (de Joannis, 1893)
- Phalanta gomensis (Dufrane, 1945)

## Hình ảnh

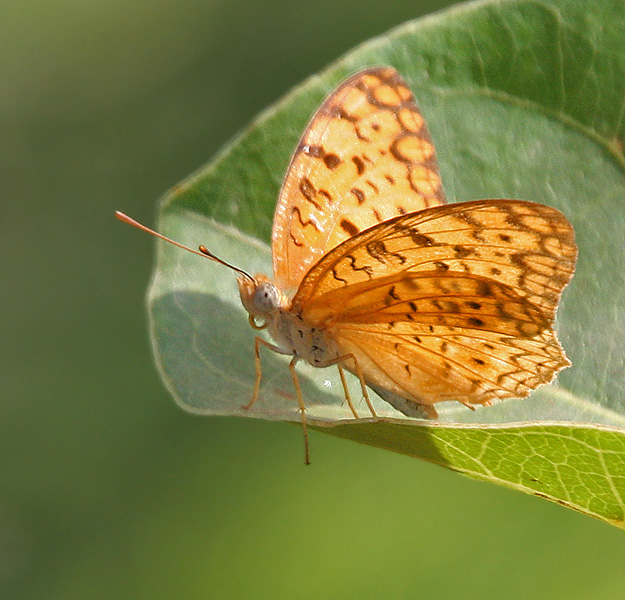
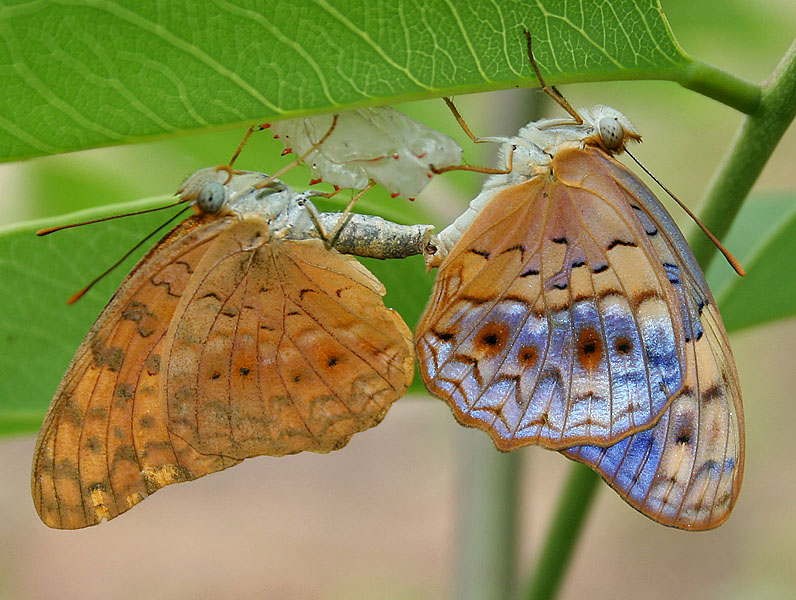
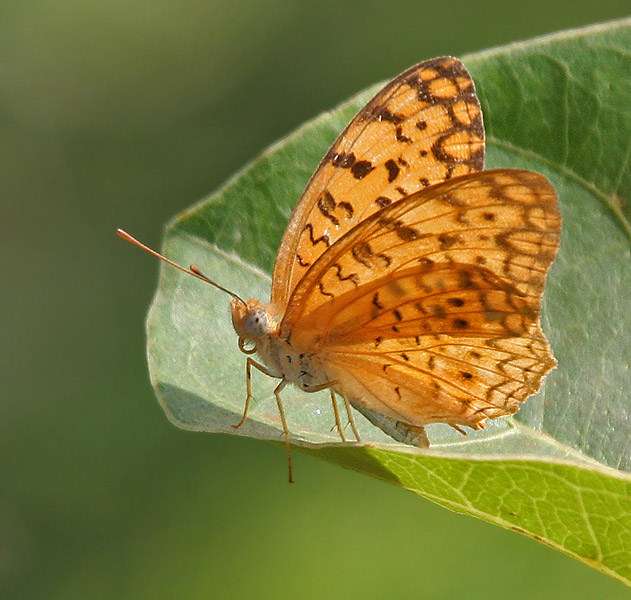
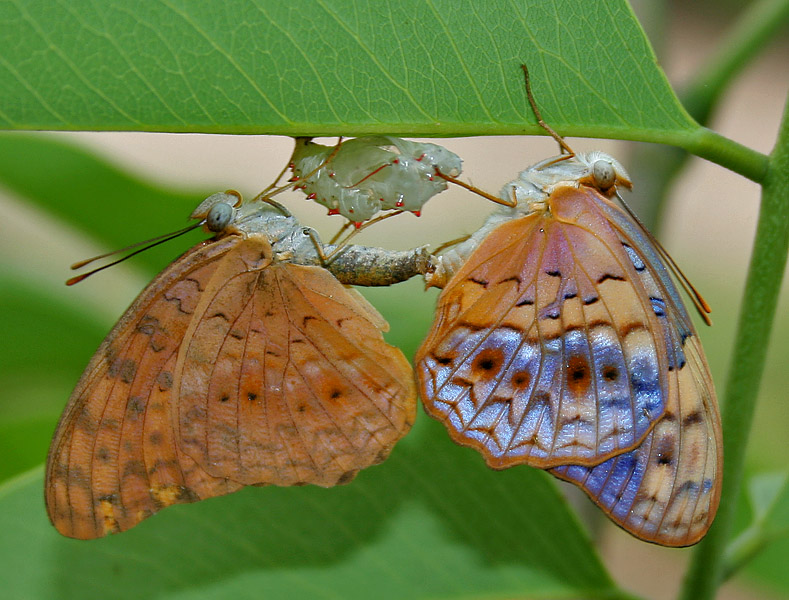